# Gaizhou
Koordinaten: 40° 24′ N, 122° 22′ O
Gaizhou (chinesisch 盖州市, Pinyin Gàizhōu Shì) ist eine kreisfreie Stadt der bezirksfreien Stadt Yingkou in der chinesischen Provinz Liaoning. Die Stadt hat eine Fläche von 2.987 km² und zählt 559.271 Einwohner (Stand: Zensus 2020).
Der daoistische Xuanzhen-Tempel (Xuanzhen Guan 玄贞观) und die Dolmen von Shipengshan (Shipengshan shipeng 石棚山石棚) stehen seit 1988 bzw. 1996 auf der Liste der Denkmäler der Volksrepublik China (4-58).